# Noel Black
Pour les articles homonymes, voir Black.
Noel Black est un réalisateur, scénariste et producteur américain né le 30 juin 1937 à Chicago, Illinois (États-Unis) et mort le 5 juillet 2014, d'une pneumonie.

## Filmographie

### Réalisateur
- 1964 : The River Boy
- 1965 : Skaterdater
- 1968 : Trilogy: The American Boy (TV)
- 1968 : On ne vit qu'une fois ("One Life to Live") (série télévisée)
- 1968 : Hawaï police d'État ("Hawaii Five-O") (série télévisée)
- 1968 : Les Pervertis (Pretty Poison) avec Anthony Perkins, Tuesday Weld
- 1970 : Cover Me Babe (en) de Noel Black
- 1971 : Jennifer mon amour (Jennifer on My Mind)
- 1973 : Kojak ("Kojak") (série télévisée)
- 1974 : Amy Prentiss (série télévisée)
- 1975 : Switch ("Switch") (série télévisée)
- 1976 : I'm a Fool (TV)
- 1976 : Quincy ("Quincy M.E.") (série télévisée)
- 1977 : The Hardy Boys/Nancy Drew Mysteries (série télévisée)
- 1977 : Mulligan's Stew (en) (TV)
- 1977 : Big Hawaii (en) (série télévisée)
- 1978 : The World Beyond (en) (TV)
- 1978 : Mirrors (en)
- 1979 : Un homme, une femme et une banque (en) (A Man, a Woman and a Bank)
- 1980 : The Golden Honeymoon (TV)
- 1980 : Changement de saisons (A Change of Seasons)
- 1981 : The Other Victim (TV)
- 1982 : The Electric Grandmother (en) (TV)
- 1982 : Prime Suspect (TV)
- 1983 : Happy Endings (TV)
- 1983 : Le collège s'envoie en l'air (en) (Private School)
- 1983 : Quarterback Princess (en) (TV)
- 1985 : Deadly Intentions (en) (TV)
- 1985 : Palmer, père et fils (Promises to Keep) (TV)
- 1986 : Le Monde à l'envers (A Time to Triumph) (TV)
- 1986 : Détours amoureux (My Two Loves) (TV)
- 1987 : Doctors Wilde (TV)
- 1987 : A Conspiracy of Love (TV)
- 1988 : The Town Bully (TV)
- 1988 : Meet the Munceys (TV)
- 1989 : Dolphin Cove (en) (série télévisée)
- 1990 : Over My Dead Body (série télévisée)
- 1991 : The Hollow Boy (TV)
- 1992 : Swans Crossing (série télévisée)

### Scénariste
- 1964 : The River Boy
- 1965 : Skaterdater
- 1972 : Pickup on 101 (en) de John Florea
- 1985 : Mischief (en) de Mel Damski
- 1996 : Shakespeare's Children
- 1998 : The Gladys Milton Story

### Producteur
- 1964 : The River Boy
- 1965 : Skaterdater
- 1985 : Mischief (en) de Mel Damski